# Andromedídeos
Andromedídeos é uma chuva de meteoros associada com o cometa 3D/Biela, que ocorre quando a Terra passa por correntes antigas deixadas pela cauda do cometa. Em 1846 foi observado que o cometa tinha se fragmentado; a movimentação dos fragmentos em 1852 sugeriu que a ruptura aconteceu em 1842 ou no início de 1843, quando o cometa estava perto de Júpiter. A fragmentação levou a chuvas particularmente intensas nos ciclos subsequentes (em especial em 1872 e 1885).
No início do século XIX, antes da quebra do cometa, o radiante estava em Cassiopeia. O radiante da chuva de meteoros moderna, mais fraca, é geralmente em Andrômeda como seu nome sugere, mas devido a sua idade e espalhamento os meteoros podem vir de constelação vizinhas, como Pisces, Triangulum e Cassiopeia.

## Ocorrência histórica
O primeiro avistamento conhecido dos Andromedídeos foi de 6 de dezembro de 1741, em São Petersburgo, na Rússia. Outras chuvas intensas foram avistadas em 1798, 1825, 1830, 1838 e 1847. Os Andromedídeos produziram chuvas espetaculares de milhares de meteoros por hora em 1872 e 1885, como resultado da Terra cruzar sua corrente de detritos. No Myanmar, a chuva de 1885 foi percebida como um presságio e foi de fato seguida pelo colapso da dinastia Konbaung e a conquista pela Grã-Bretanha.
Em 17 de de novembro de 1885, a chuva foi a ocasião da primeira fotografia conhecida de um meteoro, tirada pelo astrônomo austro-húngaro Ladislaus Weinek, que captou um rastro de 7 mm em uma placa em sua estação de observação em Praga.

## Atividade atual
Desde o século XIX os Andromedídeos ficaram tão fracos que eles geralmente não são mais visíveis a olho nu, apesar de alguma atividade ainda ser observável a cada ano no meio de novembro com equipamentos de detecção adequados. Em anos recentes, a atividade máxima tem sido de menos de três meteoros por hora, perto de 9 a 14 de novembro. A atividade dos Andromedídeos em novembro vem de correntes mais novas, enquanto a do começo de dezembro vem das mais antigas.
Em 4 de dezembro de 2011, os Andromedídeos tiveram o evento mais intenso desde o século XIX, com uma taxa horária zenital de 50 meteoros, conforme detectado pelo Canadian Meteor Orbit Radar. Essa atividade foi associada a detritos da passagem do cometa pelo periélio em 1649. A mesma pesquisa detectou um outro máximo relativamente forte em 27 de novembro de 2008, com uma taxa horária zenital menor de 30 meteoros. A próxima aparição da chuva está prevista para 2018, e eventos mais intensos que o de 2011 estão previstos para 2023 (200 meteoros por hora) e 2036.